# Dark Harvest
Dark Harvest è un film del 2023 diretto da David Slade.
Pellicola di produzione statunitense sceneggiata da Michael Gilio.

## Trama
In un paesino in cui vige una sorta di dittatura e nessuno può abbandonare la città, ogni anno nella notte di Halloween i ragazzi che compiono 18 anni vengono obbligati ad affrontare il mostruoso Sawtooth Jack: lo scopo è quello di ucciderlo prima che raggiunga la chiesa principale del paese ed entro mezzanotte, in caso contrario il paese avrà un anno nefasto davanti. In tale occasione, i ragazzi vengono tenuti segregati in camera per tre notti, senza mangiare né bere, per poi venire ricompensati con un lauto pasto dopo che uno dei loro riesce a uccidere il mostro e viene proclamato vincitore. Il mostro, in tale frangente, uccide gran parte dei ragazzi. 
Un anno dopo la vittoria di suo fratello, che grazie alla vittoria ha fatto avere una casa e una macchina nuova ai genitori e ha avuto modo di lasciare per sempre la città, Richie è intenzionato a competere anche lui ma l'intero paese, la sua famiglia in primis, sembra intenzionata ad impedirglielo. Quando nasce una storia d'amore fra lui e l'unica ragazza nera della città, Richie decide di perseguire ancora più strenuamente questo obiettivo per dimostrare a tutti quanto vale.

## Produzione
Nel settembre 2019 è stato annunciato che il regista David Slade aveva ricevuto l'incarico di dirigere una trasposizione del romanzo Dark Harvest dello scrittore Norman Partridge. Le riprese sono iniziate nell'agosto 2021.

## Distribuzione
Il film è stato distribuito a partire dall'ottobre 2023, approdando in alcuni cinema selezionati e in contemporanea nel mercato on demand. In precedenza, era stata annunciata una distribuzione prettamente cinematografica dapprima nell'ottobre 2021, tuttavia in tale occasione la pubblicazione del film era stata rimandata.

## Accoglienza
Sull'aggregatore Rotten Tomatoes il film riceve il 70% delle recensioni professionali positive con un voto medio di 6,1 su 10 basato su 33 critiche, mentre su Metacritic ottiene un punteggio di 51 su 100 basato su 4 critiche.